# 沈琦 (明朝)
沈琦（1558年—1606年），字仲玉，号蕴所、韫所，直隶蘇州府吴江縣人，軍籍，明朝政治人物。

## 生平
嘉靖辛酉十月初三日生。沈琦少孤，有成人度，受学杜伟、毛图南，治经论文，俱有家法。训二弟沈珫、沈珣，庄严若师。萬曆十九年（1591年）与弟沈珫同登辛卯科應天府鄉試第一百名舉人，二十三年（1595年）又同中乙未科會試第六十名，廷試三甲第九十名進士，後十年弟沈珣再登進士。初入礼部观政，八月授山东淄川县知县，居二年，萬曆二十六年以母丧归，服闋，二十八年起補陕西高陵县知县，调三原县。三十二年擢入任礼部主事，生发背毒疮卒，年四十九岁。著有《家塾私语》、《珠树轩稿》。。

## 家族
曾祖沈漢，正德十六年进士，户科左給事中、贈太常寺少卿。祖沈嘉谟，国子生，贈翰林院检讨。父沈倬，廪生。母陈氏。慈侍下。兄沈璟（光禄寺左寺丞）、沈瓒（江西佥事）。弟沈珫（同科進士）、沈璨（武举人）、沈珣（進士）。
娶顾氏，继娶陈氏。子彦昌、彦熙。